# 斎藤晌
斎藤 晌（齋藤 晌、さいとう しょう、1898年1月15日 - 1989年5月11日）は、日本の哲学研究者、東洋大学名誉教授、明治大学名誉教授。

## 経歴
1898年、愛媛県生まれ。実家は宇和島藩の藩校の儒学者の家系で、早くから漢籍に親しむ。1924年、東京帝国大学文学部哲学科を卒業。
卒業後は東洋大学教授、大東文化学院教授などを務めた。1943年より日本出版会常務理事。1944年に辞職した。
太平洋戦争が終結すると、占領期にはかつての論説等が戦争協力にあたるとされ、公職追放の対象となった。公職追放解除後、1952年より明治大学教授、1953年からは東洋大学教授を兼任。1956年より東洋大学文学部長。1969年に定年退任した。

## 研究内容・業績
- 『スピノザ全集』の翻訳を行い、また唯物論研究会の発起人の一人でもあったが、日中戦争期から日本主義への傾斜を強め、太平洋戦争期には大日本言論報国会理事に就任した[2][4]。1943年（昭和18年）から1944年（昭和19年）にかけては、メディア統制機関である日本出版会の常務理事に就任している[4]。

なお、1956年、元々社が、日本初の本格的なSFシリーズ『最新科学小説全集』を刊行するにあたって、そのブレイン役を果たした。

## 著書・翻訳

### 著書
- 『哲学概論』内田老鶴圃 1936年
- 『日本漢詩 古代篇』春陽堂 1937年
- 『歴史哲学 民族史観への基礎的予備概念』高陽書院〈新鋭哲学叢書〉1938年
- 『日本思想の将来性』高陽書院 1939年
- 『日本文化の諸問題』朝倉書店 1941年
- 『方法』雄山閣〈哲学新書〉 1947年
- 『死ぬる前に』四洲社 1950年（小説）
- 『自殺及び殺人の哲学』雄山閣 1951年
- 『哲学読本』内田老鶴圃 1952年
- 『漢詩入門』元々社〈民族教養新書〉 1954年。新版 大法輪閣 1966年
- 『われらは哲学する』元々社〈民族教養新書〉 1954年
- 『日本漢詩 上代篇』元々社 1956年。上記の新版
- 『自殺の哲学』東京元々社 1958年
- 『悪の研究』東京元々社 1959年
- 『詩吟集』斎藤荊園 東京元々社 1959年

### 翻訳
- 『復活祭』ストリンドベルヒ 早川孝之共訳 京文社 1922年
- 『現代の独逸哲学』ヴィリ・モーク 宝文館 1926年
- 『大海のほとり ストリントベルク全集 7』岩波書店 1927年。岩波文庫 1933年
- 『カントとフッサァル』ワルタ・エーアリヒ 内田老鶴圃 1928年
- 『認識批判的要領に拠る形而上学』ワルタ・エーアリヒ 内田老鶴圃 1928年
- 『スピノザ全集』第1・2巻　内田老鶴圃 1932-33年
- 『倫理学（エチカ）』スピノザ 中和書院 1948年
- 『生きる秘訣』ヴィヴェーカーナンダ 日本教文社 1962年
- 『ヴェーダーンタ哲学入門』ヴィヴェーカーナンダ 日本教文社 1963年
- 『唐詩選』上下 集英社〈漢詩大系〉、1964-65年。集英社〈漢詩選〉1996年
- 『李賀　漢詩大系』集英社、1967年
- 『新鈔 唐詩選』集英社「中国詩人選」1966年、選書版1972年。小沢書店〈小沢クラシックス〉 1996年
- 『全釈漢文大系 15 老子』集英社 1979年

## 注
1. ↑  『人物物故大年表』
2. 1 2  赤澤史朗 著「大日本言論報国会――評論会と思想戦」、赤澤史朗; 北河賢三 編『文化とファシズム』日本経済評論社、1993年12月8日、182頁。ISBN 4-8188-0696-X。
3. ↑  公職追放の該当事項は「日本出版会理事書籍部長、著書、大日本言論報国会理事」。（総理庁官房監査課 編『公職追放に関する覚書該当者名簿』日比谷政経会、1949年、517頁。NDLJP:1276156。）
4. 1 2  赤澤史朗『徳富蘇峰と大日本言論報国会』山川出版社〈日本史リブレット 98〉、2017年4月25日、53頁。ISBN 978-4-634-54710-0。
5. ↑  高橋良平『日本SF戦後出版史』（『本の雑誌』1991年4月号）。